# میلنا دورسکا
میلنا دورسکا (چکی: Milena Dvorská؛ ۷ سپتامبر ۱۹۳۸ – ۲۲ دسامبر ۲۰۰۹) بازیگر اهل جمهوری چک بود.
از فیلم‌ها یا مجموعه‌های تلویزیونی که وی در آن‌ها نقش داشته‌است، می‌توان به یارا سیمرمان می‌خوابه، دروغ میگه اشاره نمود.